# Antonio Visconti
Antonio Eugenio Visconti (13. června 1713, Milán – 4. března 1788, Řím) byl italský šlechtic z rodu Viscontiů, kardinál a diplomat. Původně byl právníkem, později zastával funkce ve správě Vatikánu. Po vysvěcení na kněze působil dlouhodobě jako diplomat, byl velvyslancem Papežského státu ve Varšavě (1760–1766) a Vídni (1766–1774). V roce 1771 byl jmenován kardinálem.

## Životopis

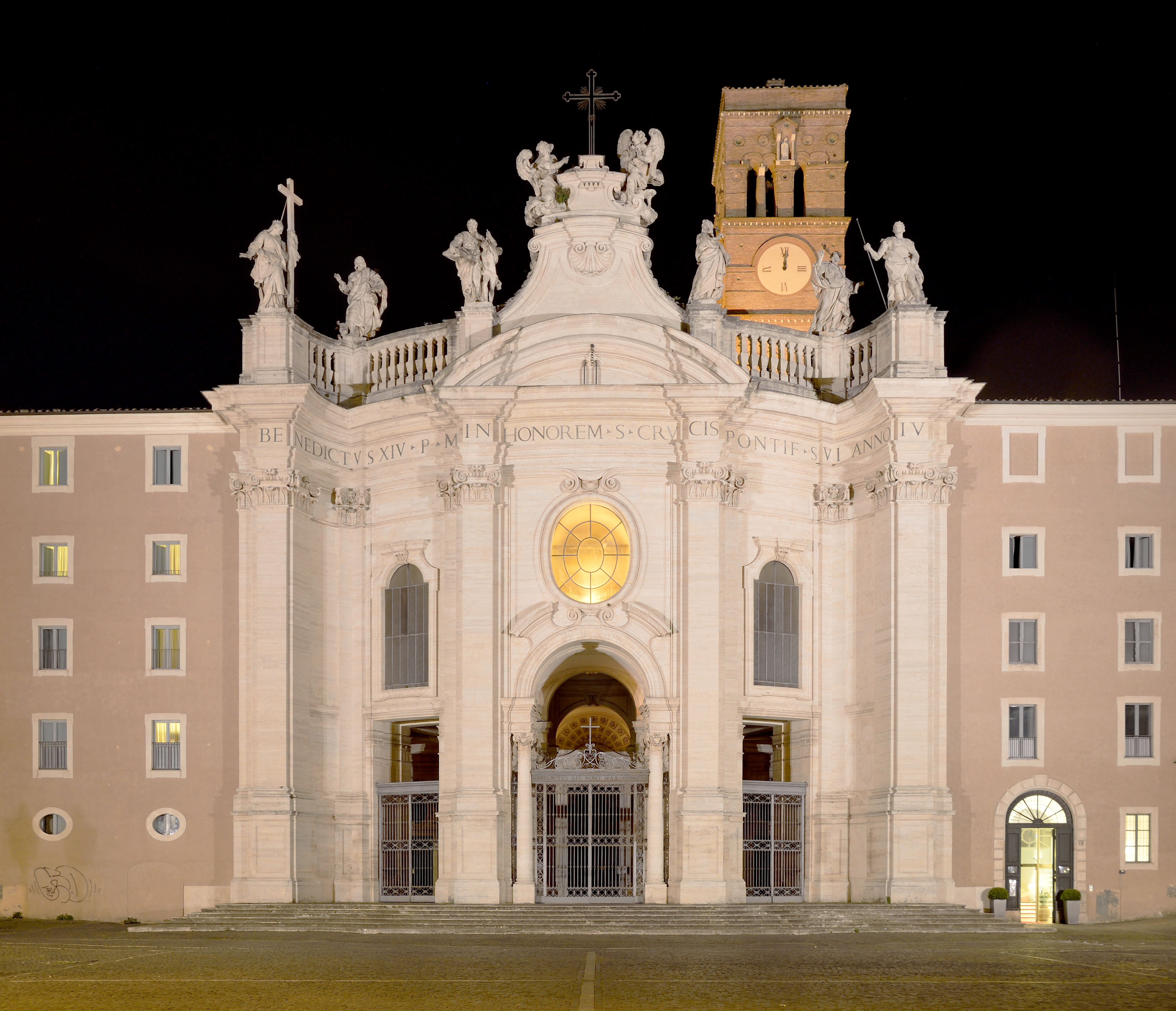
Bazilika Svatého Kříže v Jeruzalémě, titulární kostel kardinála Viscontiho a místo jeho pohřbení

Pocházel ze starého šlechtického rodu z Milánska, narodil se jako nejmladší syn císařského polního maršála Annibala Viscontiho (1660–1747) a jeho manželky Claudie Odescalchi (1681–1747), kmotrem byl princ Evžen Savojský, po matce byl mimo jiné příbuzným papeže Inocence XI. Studoval na univerzitě v Pavii, kde v roce 1737 získal doktorát z církevního a civilního práva. Působil jako právník v Miláně a mimo jiné proslul jako vynikající řečník. V roce 1740 přesídlil do Říma, kde díky vlivným příbuzným z rodů Visconti a Odescalchi začal zastávat nižší úřady v administrativě Papežského státu.
Kněžské svěcení obdržel až v roce 1759 a o rok později byl jmenován titulárním biskupem v Efezu. Následně strávil řadu let v diplomatických službách, nadále získával další prebendy v katolické církvi. Od února 1760 byl papežským nunciem ve Varšavě, kam byl vyslán během sedmileté války po předchozím přerušení diplomatických styků. V listopadu 1766 byl jmenován papežským nunciem ve Vídni, musel ale setrvat ve Varšavě do příjezdu svého nástupce a do Vídně se vypravil až v srpnu 1767. Jako diplomatický zástupce Vatikánu strávil u vídeňského dvora Marie Terezie sedm let (1767–1774).
V roce 1771 byl jmenován kardinálem a v letech 1774–1775 se zúčastnil konkláve, v níž byl zvolen papežem Pius VI. Teprve v roce 1775 obdržel formálně kardinálský klobouk a nadále žil v Římě, kde znovu zastával vysoké úřady v administrativě Papežského státu. Jako kardinálovi mu byl přidělen titulární kostel bazilika Svatého Kříže v Jeruzalémě, kde byl také pohřben.